# Uniwersjada Europejska 2014
Uniwersjada Europejska 2014 – druga edycja uniwersjady europejskiej, która odbyła się w Rotterdamie.

## Opis

### Dane ogólne
Igrzyska Studenckie 2014 odbyły się w holenderskim mieście Rotterdam. Była to największa impreza sportu studenckiego w roku 2014. Odbyły się one w dniach 24 lipca–8 sierpnia 2014 r. Odbyły się z okazji 15-lecia EUSA i stulecia Uniwersytetu Erazma w Rotterdamie. Mastkotką imprezy był Roffa.

#### Ceremonia otwarcia
Dynamiczna ceremonia składała się z dwóch części: ceremonialnej i konferencyjnej. Na konferencji pojawili się: goście z Komisji Europejskiej, Międzynarodowej Federacji Sportu Uniwersyteckiego (FISU), Europejskiego Ruchu Fair Play (EFPM), Europejskiego Komitetu Paraolimpijskiego, Europejskiej Pozarządowej Organizacji Sportowej (ENGSO). Przewodniczący EUSA – Adam Roczek, dziękował organizatorom i Danielowi Sikkensowi, przewodniczącemu komitetu organizacyjnego.

#### Dyscypliny
- badminton
- koszykówka
- piłka nożna
- futsal
- piłka ręczna
- wioślarstwo
- rugby 7
- tenis stołowy
- tenis
- siatkówka

#### Uczestnicy
W zawodach wzięło udział 2380 zawodników z 280 klubów akademickich z 174 uniwersytetów z 34 krajów europejskich.